# José Luís Gomes
José Luís Gomes, primeiro e único Barão de Mambucaba, (c.1791 - Piraí, 30 de janeiro de 1855) foi um fazendeiro e político brasileiro.